# Weimarer Klassik

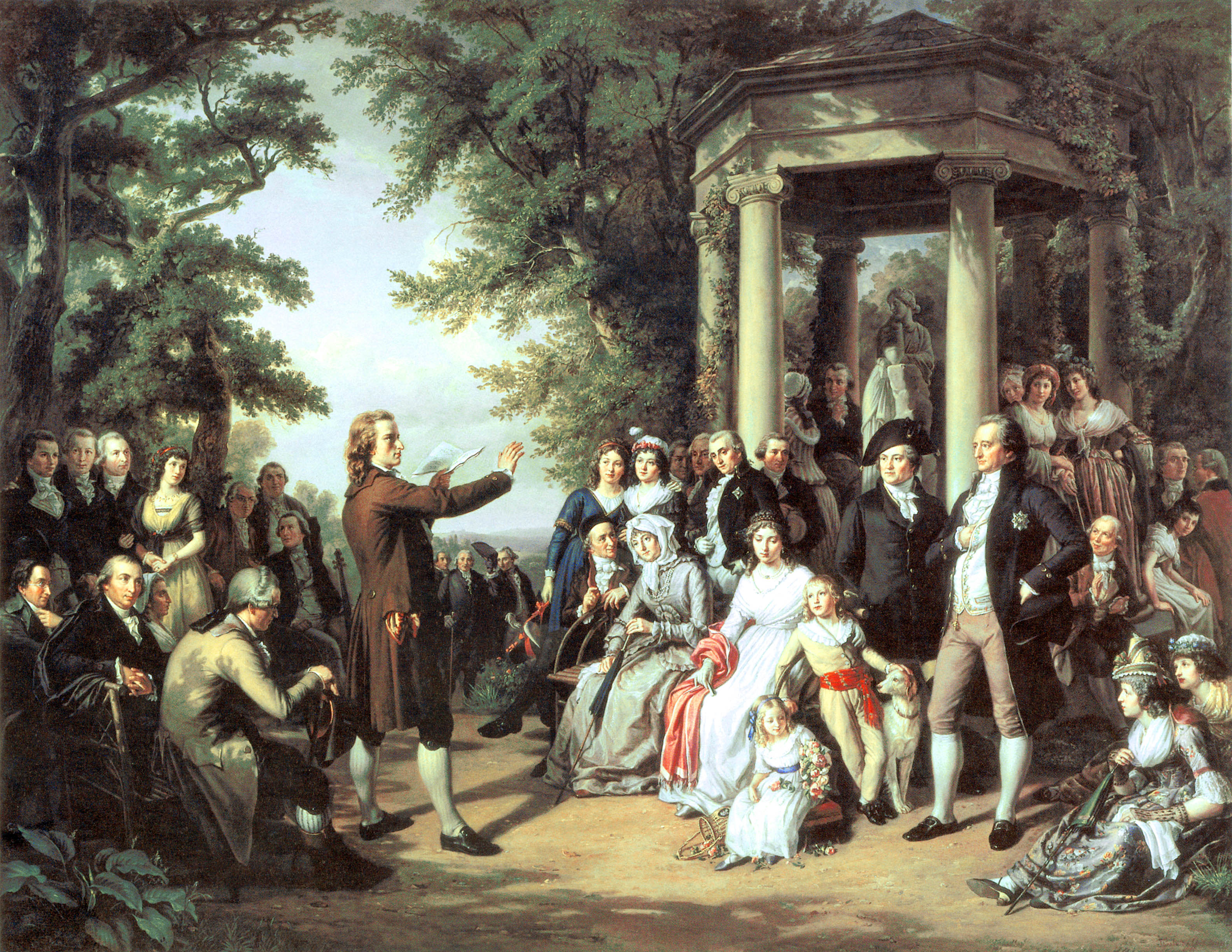
Der Weimarer Musenhof. Ölgemälde, Theobald von Oer, 1860.
Friedrich Schiller deklamiert im Tiefurter Park. Unter den Zuhörern ganz links (sitzend) Herder, in der Bildmitte (sitzend mit Kappe) Wieland und rechts (stehend) Goethe.

Die Weimarer Klassik ist eine Epoche der deutschen Literatur, in der das „Viergestirn“ Wieland, Goethe, Herder und Schiller in Weimar wirkte. Im weiteren Sinn wird die Zeit nach Johann Wolfgang Goethes erster Italienreise 1786 bis zu seinem Tod 1832 darunter verstanden. Im engeren Sinne  wird lediglich die gemeinsame Schaffensperiode der befreundeten Dichter Goethe und Schiller Weimarer Klassik genannt, die von 1794/95 bis 1805 andauerte und mit dem Briefwechsel zwischen beiden einsetzte.

## Definition des Begriffs
Der Begriff wurde erst im Laufe des 19. Jahrhunderts geprägt, keiner der vier Dichter hat sich selbst als Klassiker bezeichnet. Heute gibt es zwei unterschiedliche Definitionen des Begriffs Weimarer Klassik:
Die erste, weit gefasste Definition bezieht sich auf die Zeit und den Ort des Wirkens von Wieland, Herder, Goethe und Schiller. Diese vereinfachende Definition suggeriert weitreichende Übereinstimmungen im literarischen Schaffen der vier, diese Übereinstimmungen bestanden allerdings vor allem zwischen Goethe und Schiller in der Zeit von 1794 bis 1805. Auch existierten nie zeitgleich außergewöhnliche persönliche Beziehungen aller vier zueinander. Somit fasst diese Definition des Begriffs vor allem die vier prominentesten literarischen Persönlichkeiten des damals bestehenden Kulturraums (Weimar und Jena) zusammen, die nicht der frühromantischen Strömung angehörten.
Die zweite, wesentlich enger gefasste Definition bezieht sich auf die etwa 11-jährige gemeinsame Schaffensperiode von Goethe und Schiller. Mit dieser Beschränkung der Definition auf die intensive persönliche Freundschaft und die „Ästhetische Allianz“ in der Dichtung ist es möglich, den Begriff Weimarer Klassik exakter von den komplexen kulturellen Zusammenhängen in Weimar und Jena um das Jahr 1800 abzugrenzen. Hier ist hinzuzufügen, dass Goethe nach dem Tode Schillers (1805) diese Allianz inhaltlich weiterführte. Auch war die Begriffsprägung des 19. Jahrhunderts bezüglich des Ortes vereinfachend, denn Schiller lebte und arbeitete die erste Hälfte der klassischen Epoche in Jena (bis Dezember 1799), so dass ein großer Teil der Kommunikation über Briefe und bei gegenseitigen Besuchen stattfand. Die Dichterfreundschaft zwischen Goethe und Schiller und deren Werke aus dieser Zeit bilden somit, aus literaturwissenschaftlicher wie auch historischer Sicht, eine besser anwendbare Definition des Begriffs.

## Voraussetzungen für die Weimarer Klassik
Die Französische Klassik wurde verbreitet als Höhepunkt der Bestrebungen seit der Renaissance betrachtet, die Dichtung der Antike aufleben zu lassen. Nach dem Tod des Sonnenkönigs (Ludwig XIV.) 1715 zeigten sich Tendenzen, sich von diesen Vorbildern zu lösen. Die antiken Stoffe wurden von realistisch-aktuellen und dann zunehmend von mittelalterlichen, exotischen, märchenhaften verdrängt. Daher setzten Bemühungen ein, die Beschäftigung mit der Antike zu retten und ihr dabei jenen aristokratischen Anstrich zu nehmen, der bei den Bürgerlichen auf Ablehnung stieß. Dies ging einher mit einer Rückkehr zu den Quellen, wie sie die Reiseliteratur über antike Stätten und die beginnende Archäologie vorführten.
Als Johann Joachim Winckelmann 1755 seine Gedanken über die „Nachahmung der griechischen Werke in der Malerei und Bildhauerkunst“ und 1764/67 seine „Geschichte der Kunst des Altertums“ schrieb, ahnte er nicht, welche Wirkung diese Werke bis ins 19. Jahrhundert hinein auf die vorwiegend an der römischen Antike orientierte Kunst und Kultur haben sollten. Seine ästhetische Betrachtung der griechischen Kunst („edle Einfalt, stille Größe“) war eine Grundlage für die Zeit der „deutschen“ Klassik. Das Prunkvolle der Französischen Klassik wurde damit zum bürgerlich Schlichten gemacht. Dies entsprach der Tendenz im deutschen Sprachgebiet, zwischen Adel und Bürgertum zu vermitteln, statt Abgrenzungen zu schaffen. Auch die literarische Klassik, später auch Weimarer Klassik genannt, blieb diesen Grundsätzen treu. Als Begründer der Literatur der deutschen Klassik kann Albrecht von Haller mit seinem Gedicht Die Alpen in seinem Versuch Schweizerischer Gedichte (Bern 1732) gelten.

## Zeitlicher Ablauf
Ihren Ausgangspunkt nahm die Weimarer Klassik bzw. das Zeitalter der deutschen klassischen Literatur 1771, als die verwitwete Herzogin Anna Amalie von Sachsen-Weimar-Eisenach die Schauspiel-Gesellschaft des Abel Seyler, einschließlich mehrerer prominenter Schauspieler, Dramatiker und Komponisten, an ihren Hof einlud; die Truppe blieb bis 1774 am Hof von Anna Amalia. Die Seylersche Schauspiel-Gesellschaft galt als „die beste Schauspielgesellschaft, welche in jener Zeit [1769–1779] in Deutschland existierte“ und war Pionier der Sturm-und-Drang-Bewegung (die nach einem für die Gesellschaft geschriebenen Stück benannt wurde) sowie des ernsten deutschen Theaters und der Oper. Im folgenden Jahr berief die Herzogin zur Erziehung ihrer beiden Söhne Christoph Martin Wieland nach Weimar, der gerade seinen modern-ironischen Fürstenspiegel Der goldene Spiegel oder die Könige von Scheschian veröffentlicht hatte. Wieland wurde ein wichtiger Freund und Mitarbeiter sowohl von Seyler als auch später von Goethe.
Bevor dann Goethe 1775 mit 26 Jahren – ebenfalls als Prinzenerzieher – nach Weimar gerufen wurde, war er – vor allem durch den Briefroman Die Leiden des jungen Werthers – zum Führer des Sturm und Drang geworden. Mit Goethes Übersiedelung nach Weimar wurden seine Werke kontinuierlich reifer im Sinne eines sich inhaltlich und formal der klassischen Antike annähernden ästhetischen Ideals. Diesem Ideal auch räumlich nachstrebend reiste Goethe 1786 nach Italien. Unmittelbar nach seiner Rückkehr im Frühjahr des Jahres 1788 ließ er sich von seinen bisherigen Ämtern befreien und lernte im September Schiller in Rudolstadt kennen. Diese Begegnung war für beide eher ernüchternd: Goethe hielt Schiller für einen Heißsporn des Sturm und Drang, und Schiller sah Goethes dichterische Herangehensweise in starkem Kontrast zu seiner eigenen.
1776 zog Goethe auch den von ihm bewunderten Johann Gottfried Herder aus Bückeburg als Generalsuperintendenten nach Weimar – nicht ohne dass ihrer beider Beziehung sich alsbald abkühlte.
Als Schiller und Goethe einander 1794 bei einem Vortrag in Jena näher kamen, sahen die Urteile übereinander schon ein wenig anders aus (vgl. Schillers Essay Über naive und sentimentalische Dichtung von 1795). Ausschlaggebend für diese Erkenntnisse sind zwei Briefe Schillers an Goethe, einer vom 23. August und der andere vom 31. August 1794, mit denen er erfolgreich um seine Freundschaft warb. Der gegenseitige Einfluss von Schiller und Goethe spiegelt sich in ihren gemeinsam verfassten Xenien von 1796, vor allem aber in ihrem darauf folgenden Briefwechsel, zu dem 1835 kritische Anmerkungen des Dramatikers Christian Dietrich Grabbe erschienen.

## Kennzeichen und Merkmale
Die Erfahrung der schwierigen Durchsetzbarkeit der Ideale der Französischen Revolution (Freiheit, Gleichheit und Brüderlichkeit) und deren Pervertierung während der Terrorherrschaft der Jakobiner (1793/94) hatten einen generellen Einfluss auf den gesamten deutschen Kulturbetrieb wie z. B. auf die Autoren der Weimarer Klassik, aber auch auf das Werk von Ludwig van Beethoven in der zeitgenössischen Musik. Einen weiteren Bezugspunkt stellt die Literatur des Sturm und Drang dar: Auch hier konnte ein aus der Aufklärung resultierender Wertekonflikt, hier zwischen Vernunft und Gefühl, nicht befriedigend gelöst werden und führte zu zahlreichen Katastrophen in den Texten (vgl. den Selbstmord Werthers in Goethes Die Leiden des jungen Werthers). Als Reaktion auf diese Erfahrungen steht im Zentrum des klassischen Kunstkonzepts das Streben nach einem harmonischen Ausgleich der Gegensätze – denn genau dieser Ausgleich war ja in der Realität der Französischen Revolution und der Literatur des Sturm und Drang gescheitert und führte zu deren zunehmenden Eskalation. In Anlehnung an das antike Kunstideal wird in der Klassik nun nach Vollkommenheit, Harmonie, Humanität und der Übereinstimmung von Inhalt und Form gesucht. Wo Goethe in der Natur ein Modell für den universalen Zusammenhang aller Erscheinungen suchte, wurde für Schiller die Geschichte zum wichtigsten Bezugspunkt. Weitere Merkmale sind:
- Auseinandersetzung mit der Französischen Revolution.
- Nicht durch einen gewaltsamen Umsturz (Französische Revolution), sondern durch eine evolutionäre Fortentwicklung (langsame Höherentwicklung) der Gesellschaft gelange man zu dem Ziel eines den aufklärerischen Idealen entsprechenden Staates.
- Zentralisierung auf Weimar und z. T. Jena.
- Stellt der Unruhe der Zeit das Programm der ästhetischen Erziehung gegenüber: Die Menschen sollen durch Kunst und Literatur zu Humanität erzogen und dadurch reif für gesellschaftliche Veränderungen werden.
- Erziehungsideal ist die „schöne Seele“, d. h. der Mensch, dessen Handeln, Pflicht und Neigung in Übereinstimmung sind (Ideal eines ruhigen, abgeklärten, in sich selbst ruhenden Menschen).
- Zeitlosigkeit der Epoche, indem sie Gegenstände zur Betrachtung wählt, die „über allen Einfluss der Zeiten erhaben“ sind, genauer menschlich-ethische Werte.
- Streben nach Harmonie in der Gesellschaft statt Egoismus des Sturm und Drangs.
- Humanität.
- Einsicht, dass persönliches Verderben die gerechte Strafe für begangene sittlich-moralische Verfehlungen ist.

Zu den wichtigsten Motiven der Weimarer Klassik gehören unter anderem Menschlichkeit und Toleranz. Die wichtigste Gattung ist das Drama, wobei Lyrik und Epik nebensächlich bleiben. Typisch war ein hohes Sprachniveau und eine reglementierte Sprache (vgl. Blankvers der Iphigenie auf Tauris). Diese reglementierte Sprache verdeutlicht im Vergleich zum natürlichen Sprachideal des Sturm und Drang mit all seinen Derbheiten eben genau den Ausgleich zwischen Vernunft und Gefühl und kann deshalb auch als Vermittlerin der Werte der Klassik und als Mittel der ästhetischen Erziehung dienen (vgl. Schillers Über die ästhetische Erziehung des Menschen und die Kraft des Wortes in Goethes Iphigenie auf Tauris). Im gleichen Zusammenhang sind die Rückkehr bzw. Annäherung Goethes und Schillers an die klassische Dramenkonzeption (pyramidaler Aufbau, Einhaltung der aristotelischen drei Einheiten etc.) zu sehen.
Die Weimarer Klassik hat ihren Namen nicht nur durch die Orientierung hin zur Antike erhalten, die mit Wielands denkerischer und stofflicher Antikerezeption stark einsetzte und sich – vor allem bei Goethe – auch in der Form vieler Werke widerspiegelt. Sie galt auch als „klassische“ Epoche deutscher Dichtung.
In der Gegenbewegung der „Romantik“ wurde dann der Begriff „Klassik“ auf formale Übernahmen eingeengt und als absprechender Kampfbegriff vor allem gegen Schiller gewandt. Von diesem Standpunkt betrachtet bezeichnete der Begriff also keine vorbildliche Epoche, sondern eine Schule, die die griechische Klassik zum Vorbild genommen habe.

## Ausgewählte Werke aus dieser Epoche

### Johann Wolfgang (von) Goethe
- Egmont (Trauerspiel, begonnen 1775, im Druck 1788)
- Wilhelm Meisters theatralische Sendung („Urmeister“, Roman, ab 1776, im Druck 1911)
- Iphigenie auf Tauris (Drama, im Druck 1787)
- Torquato Tasso (Drama, ab 1780, im Druck 1790)
- Römische Elegien (entstanden 1788–90)
- Venezianische Epigramme (1790)
- Der Bürgergeneral (Lustspiel, 1793)
- Reineke Fuchs (Epos in Hexametern, 1794)
- Unterhaltungen deutscher Ausgewanderten (1795)
- Wilhelm Meisters Lehrjahre (1795/96)
- Xenien (Gedichte, zusammen mit Schiller, 1796)
- Novelle (ab 1797)
- Hermann und Dorothea (Idylle in Hexametern, 1798)
- Die natürliche Tochter (Trauerspiel, 1804)
- Faust (Tragödie, 1773–1831)
- Teil I (1807, im Druck 1808, Uraufführung 1829)
- Teil II (1831, im Druck 1832, Uraufführung 1854)

### Friedrich (von) Schiller
- Don Karlos (1787)
- Über den Grund des Vergnügens an tragischen Gegenständen (1792)
- Augustenburger Briefe (1793)
- Über Anmut und Würde (1793)
- Kallias-Briefe (1793)
- Die Horen (1795)
- Über die ästhetische Erziehung des Menschen (1795)
- Über naive und sentimentalische Dichtung (1795)
- Der Taucher (1797)
- Die Kraniche des Ibykus (1797)
- Ritter Toggenburg (1797)
- Der Ring des Polykrates (1797)
- Die Bürgschaft (1798)
- Wallenstein-Trilogie (1799)
- Das Lied von der Glocke (1799)
- Maria Stuart (1800)
- Die Jungfrau von Orléans (1801)
- Die Braut von Messina (1803)
- Das Siegesfest (1803)
- Wilhelm Tell (1803/04)
- Die Huldigung der Künste (1804)
- Demetrius (unvollendet; 1805)

### Johann Gottfried (von) Herder
- Volkslieder nebst untermischten anderen Stücken 
(1778–1779, erst in der 2. Auflage 1807 unter dem Titel 
 Stimmen der Völker in Liedern)
- Ideen zur Philosophie der Geschichte der Menschheit 
(4 Teile 1784–1791)
- Briefe zur Beförderung der Humanität; 
zehn Sammlungen (1791–1797)
- Terpsichore, Lübeck 1795
- Christliche Schriften, Riga 1796–1799, 5 Sammlungen
- Metakritik zur Kritik der reinen Vernunft, Leipzig 1799, 2 Teile
- Kalligone, Leipzig 1800

### Christoph Martin Wieland
- Alceste, deutsches Singspiel (1773, Uraufführung: Weimar, 25. Mai 1773)
- Die Geschichte der Abderiten, Roman (Leipzig 1774–1780)
- Hann und Gulpenheh, Verserzählung (Weimar 1778)
- Schach Lolo, Verserzählung (Weimar 1778)
- Oberon, Verserzählung (Weimar 1780; 
gekürzte Fassung: Leipzig 1784)
- Dschinnistan (3 Bände, Winterthur 1786–1789)
- Geheime Geschichte des Philosophen Peregrinus Proteus, Roman (Vorabdruck: Weimar 1788/89; Leipzig 1791)
- Agathodämon, Roman (Leipzig 1796–1797)
- Aristipp und einige seiner Zeitgenossen, Briefroman 
(4 Bände, Leipzig: Göschen 1800–1802)

## Belege
1. ↑  "Herzogin Anna Amalie von Weimar und ihr Theater," in Robert Keil (Hrsg.), Goethe's Tagebuch aus den Jahren 1776–1782, Veit, 1875, S. 69.
2. ↑  vgl. Brief Schillers an Gottfried Körner, Rudolstadt, 12. September 1788
3. ↑  vgl. Brief Schillers an Goethe, Jena, 23. August 1794
4. ↑  vgl. Brief Schillers an Goethe, Jena, 31. August 1794